# Premi Pere Capellà de teatre
El Premi Pere Capellà de teatre és la denominació específica que es donà al Premi Octubre de teatre en recuperar-lo el 2017 després de sis anys sense atorgar-se com a part dels Premis Octubre, convocats per Edicions Tres i Quatre, entre 2003 a 2010. Originalment premiava obres de teatre inèdites que no fossin traduccions ni adaptacions de guions cinematogràfics. Estava dotat amb 4.000 euros i una escultura d'Andreu Alfaro. Des del 2017 fins, almenys, el 2022, les bases especifiquen que, com per a tots el Premis Octubre, les obres aspirants han de ser inèdites i escrites en català i que aquest premi en concret consisteix en la quantitat de 3.000 euros, que corresponen als drets d’edició dels 4.000 primers exemplars publicats.

## Guardonats

### Premi Octubre de teatre
- 2003 Joan Solana i Figueras, per Ulls de bruixa
- 2004 Daniela Freixas Conte, per Només sexe
- 2005 Ignasi Moreno Gutiérrez, per Jeff. Els colors de la bogeria
- 2006 Josep Julien i Ros, per Sex n'drugs n'Johann Cruyff
- 2007 Octavi Egea i Climent, per Lost persons area
- 2008 Samuel Sebastian, per Les habitacions tancades
- 2009 Manuel Molins i Casaña, per Dones, dones, dones[5]
- 2010 Francesc Adrià i Cucarella, per La taula de canvis (La proporció)[6]

### Premi Pere Capellà de teatre
- 2017 Manuel Molins i Casaña per Ratzinger Papa 265 (els àngels de Sodoma).[7]
- 2018 Neus Nadal per Salvatges i Queralt Riera per  L'amor (No és per mi va dir Medea)[8]
- 2019 Carles Batlle per Nòmades[9]
- 2020 Ferran Joanmiquel Pla per Tots els colors del blanc[10]
- 2021 Pedro Montalbán-Kroebel i Antonio Cremades per Retrat de Juan Piqueras realitzat per Josep Renau, ex aqueo amb Rafael Fabregat per Procés a Margarida Porete[11]
- 2022 Sergio Baos per Les maleïdes[12]
- 2023 Paula Llorens i Camarena per La nòria[13]
- 2024 Carla Rovira i Pitarch per Una història de terror reproductiu i Eva Saumell per Mares i no[14]